# Ovajs Malláh
Oveis Mallah (* 22. září 1966) je bývalý íránský zápasník, volnostylař. V roce 1991 vybojoval bronz na mistrovstbví světa. V roce 1992 a 1993 vybojoval 2. místo na mistrovství Asie. V roce 1990 zvítězil a v roce 1994 vybojoval 3. místo na Asijských hrách. V roce 1992 na letních olympijských hrách v Barceloně vybojoval v kategorii do 57 kg 9. místo.